# Raluca Diaconu
Raluca Diaconu (* 19. Februar 1986 in Ploiești als Raluca Constanţa Burcea) ist eine rumänische Sängerin, Musikpädagogin sowie Fernseh- und Radiomoderatorin.

## Leben
Diaconu absolvierte ein Studium der Musikpädagogik und ist seit 2008 Dozentin am Kulturzentrum Izvoarele im Kreis Prahova. In dieser Zeit studierte sie zudem Journalistik. Seit 2014 moderiert sie die Folkloresendung Ceasuri de folclor des Bukarester Senders Favorit TV. Diaconu tritt regelmäßig als Sängerin bei Musikveranstaltungen, in Fernsehsendungen und Musikvideos auf. Während ihrer bisherigen Gesangskarriere hatte sie Auftritte mit dem Orchestra Fraților Advahov, dem Orchestra Doina Argesului, dem Radio Folk Music Orchestra, dem Ciocârlia-Orchestra. Ihre Schwester ist die rumänische Popsängerin Theo Rose.

## Privates
Diaconu trennte sich 2022 nach elfjähriger Ehe von ihrem Mann.